# Oscar Wendt
Oscar Wendt (Göteborg, 24 de outubro de 1985) é um futebolista sueco que joga como lateral-esquerdo.. Defende atualmente as cores do Borussia Mönchengladbach, Alemanha. Integra a seleção sueca desde 2007.